# Січко Денис Віталійович
Дени́с Віта́лійович Січко́ (2000—2024) — військовослужбовець Збройних сил України, учасник російсько-української війни, що загинув у ході російського вторгнення в Україну. Кавалер ордена «За мужність» ІІІ ступеня 

## Життєпис
Народився 29 квітня 2000 в селі Яришів, Вінницька область.
Служив у 4-й штурмовій роті 1-го штурмового батальйону 3 ОШБр.